# Robert Appleby (paléontologue)
Robert Milson Appleby
Robert Milson Appleby, née le 28 avril 1922 à Denton en Angleterre et mort le 8 février 2004 à Grimsby, est un paléontologue britannique. Il est à l'origine de la Analogue Video Reshaper, qui fut utilisée pour comparer la structure anatomique des ichthyosaures fossilisés ainsi que pour faire correspondre les empreintes digitales dans les enquêtes criminelles.